# إليسا إيه يو
إليسا إيه يو (بالإنجليزية: Elisa Au)‏ هي لاعبة كاراتيه أمريكية، ولدت في 29 مايو 1981 في هونولولو في الولايات المتحدة.

## روابط خارجية
- إليسا إيه يو على موقع الجمعية الدولية للألعاب العالمية (الإنجليزية)